# Conferencia intergubernamental
Una conferencia intergubernamental (CIG) es una negociación estructurada entre los miembros de la Unión Europea, que normalmente conlleva a una revisión de tratados. 
Si los miembros actuales desean reformar la Unión Europea o la Comunidad Europea, necesitan enmendar los tratados constitutivos. En las conferencias intergubernamentales los Estados negocian estas enmiendas.
Esta serie de conferencias intergubernamentales existen desde 1985 y han producido el AUE, el TEU, el TA y más recientemente el Tratado de Niza, los cuales han sido cada uno equivalentes a la construcción de una Europa política. 